# Gems
Gems es un disco recopilatorio lanzado en 1988 por Aerosmith, bajo el sello Columbia. Contiene material menos comercial que el disco Greatest Hits. La banda optó por incluir más canciones "heavy", que gozaron de poca radiodifusión.

## Lista de canciones
1. "Rats in the Cellar" (Steven Tyler, Joe Perry) – 4:06 (del álbum Rocks)
2. "Lick and a Promise" (Tyler, Perry) – 3:05 (del álbum Rocks)
3. "Chip Away the Stone" (Richard Supa) – 4:01
4. "No Surprize" (Tyler, Perry) – 4:26 (del álbum Night In The Ruts.)
5. "Mama Kin" (Tyler) – 4:27 (del álbum Aerosmith.)
6. "Adam's Apple" (Tyler) – 4:34 (del álbum Toys In The Attic.)
7. "Nobody's Fault" (Tyler, Brad Whitford) – 4:18 (del álbum Rocks)
8. "Round and Round" (Tyler, Whitford) – 5:03 (del álbum Toys In The Attic.)
9. "Critical Mass" (Tyler, Hamilton, Douglas) – 4:52 (del álbum Draw The Line.)
10. "Lord of the Thighs" (Tyler) – 4:14 (del álbum Get Your Wings.)
11. "Jailbait" (Tyler, Jimmy Crespo) – 4:39 (del álbum Rock In A Hard Place.)
12. "Train Kept A-Rollin'" (Bradshaw, Kay, Mann) – 5:41 (del álbum Get Your Wings.)